# 上戸彩 Seventeen's Map
上戸彩 Seventeen’s map（うえとあや セブンティーンズマップ）はニッポン放送のラジオ番組 。パーソナリティは上戸彩。番組タイトルは何度か変更されたが、ここではシリーズ全体について述べる。シリーズ全体の放送期間は2002年10月8日～2007年4月1日。

## タイトル
上戸彩（1985年9月14日生まれ）の年齢が上がるごとに番組名が変更された。ただし、タイトル変更は誕生日から遅れることもあった。
- 2002年10月-2003年9月（17歳）…『上戸彩 Seventeen’s map』
- 2003年9月-2004年9月（18歳）…『上戸彩 Eighteen's Road』
- 2004年9月-2005年9月（19歳）…『上戸彩 Nineteen’sナイン』
- 2005年9月-2006年9月（20歳) …『上戸彩 ハタチにハイタッチ!』
- 2006年9月-2007年4月（21歳）…『上戸彩 21ピース!』

各タイトルは約1年続いたが、最後の『上戸彩 21ピース!』だけは、2007年の春改編で上戸彩がドラマの撮影のため番組を降板、そして、半年で終了した。後番組は長澤まさみがパーソナリティーをつとめる『長澤まさみ タイトル未定（仮）』（現：長澤まさみSweet Hertz）。
- 番組終了から2年9ヶ月後の2009年12月13日に事実上の復活特番となる『上戸彩 24!』が放送された。（ニッポン放送のみ放送）

## 放送局と放送期間
全国20局でネット放送されていた。ただし、全期間通じてのネット局はニッポン放送と山陽放送のみで、各々のシーズンのネット局は10局前後。
ネット局のほとんどはニッポン放送系列のNRN。ただし上戸彩の母の出身地である沖縄県では、NRNのラジオ沖縄ではなく、JRNの琉球放送で放送された。
便宜上、改変を4月1日、10月1日からとして表記し、シリーズ全放送の局は太字である。
- ニッポン放送 - 2002年10月～2007年3月（4年6ヶ月）制作・基幹局
- 山陽放送 - 2002年10月～2007年3月（4年6ヶ月）
- IBC岩手放送 - 2005年10月～2007年3月（1年6ヶ月）
- 山形放送 - 2002年10月～2003年3月（1年）
- ラジオ福島 - 2002年10月～2003年3月、2004年10月～2005年3月（計1年）
- 茨城放送 - 2003年10月～2004年9月（1年）
- 新潟放送 - 2002年10月～2003年3月、2005年4月～2006年3月（計1年6ヶ月）
- 信越放送 - 2004年10月～2005年9月（1年）
- 山梨放送 - 2003年10月～2004年3月、2004年10月～2005年3月（計1年）
- 北日本放送 - 2002年10月～2003年3月、2004年10月～2007年3月（計3年）
- 北陸放送 - 2004年4月～2006年3月、2006年10月～2007年3月（計2年6ヶ月）
- 静岡放送 - 2002年10月～2006年3月（3年6ヶ月）
- 東海ラジオ- 2003年10月～2004年9月（1年）
- 中国放送 - 2002年10月～2003年3月、2003年10月～2004年3月、2004年10月～2007年3月（計3年6ヶ月）
- 山口放送 - 2004年10月～2005年3月、2005年10月～2007年3月（計2年）
- 四国放送 - 2003年10月～2004年3月（6ヶ月）
- 西日本放送 - 2003年4月～2005年3月（2年）
- 南海放送 - 2004年4月～2006年3月（2年）
- 大分放送 - 2005年4月～2007年3月（2年）
- 長崎放送 - 2002年10月～2003年3月、2006年10月～2007年3月（計1年）
- 琉球放送 - 2003年3月～2007年3月（4年）

## キー局での放送時間
- 2002年10月～2003年3月: 火曜日 21:30～21:50（20分）、ナイター延長時は休止
- 2003年4月～2003年9月: 月曜日 21:05～21:20（15分）
- 2003年10月～2004年9月: 日曜日 21:30～22:00（30分）、ナイター延長時は短縮または休止
- 2004年10月～2007年4月: 日曜日 22:00～22:30（30分）

## スポンサー
- ロッテ（メインスポンサー）
- 大塚製薬（クレジット上はオロナミンC）

以上はニッポン放送の場合。ネット局は別の協賛スポンサーがついていたか、スポンサーなしで放送されていた

## 内容
- 番組内の合い言葉は「グッジョブグッジョブ」
- 冒頭に「オープニンググッジョブ」というコーナーがあり、短いメールを紹介した。

### Eighteen's Road
- 誰も知らないラブレター - 誰かが誰かに（人とは限らない）出したラブレターを募集
- 痛いほど燃える上戸双六 - サイコロを振って、出た数字のマスに書いてある痛い（肉体的な痛いではない）指令にチャレンジする。2009年放送の復活特番でもこの企画が行われた。

### Nineteen’sナイン
- 『Nineteen’sナイン』というタイトルは上戸がナインティナインのファンであることにちなんでおり、 このことは『Nineteen’sナイン』最初の放送で本人が言っている。タイトルは公募し、ナインティナインにちなんだ応募もあったが、『Nineteen’sナイン』そのものはなかった。
- 日本で一番素朴なポエム - 日ごろ思っている疑問や謎を募集し、ポエムにして上戸が読む。
- 爽なんです - ロッテのアイスクリーム『爽』にちなんだコーナー。「爽なんです（そうなんです）」から始まるひとことを募集。
- 上戸がクイズに答えるコーナーがあり、クイズに答えられないと上戸の私物をリスナープレゼントにしていた。

#### ゲスト
- 石垣佑磨
- 小栗旬

### ハタチにハイタッチ!
- 『ハタチにハイタッチ!』というタイトルは一般公募。
- To the reading
- ハイテンションプリーズ - 当時上戸主演で放送されたフジテレビ系連続ドラマ『アテンションプリーズ』にちなんだコーナー。リスナーから送られたメールで、どれだけ上戸のテンションが上がったかでロッテのお菓子をプレゼントした。回数を重ねるごとにお菓子の量が増えていった。